# Poecilasthena burmensis
Poecilasthena burmensis là một loài bướm đêm trong họ Geometridae.